# Podrujnica
Podrujnica is een plaats in de gemeente Kula Norinska in de Kroatische provincie Dubrovnik-Neretva. De plaats telt 142 inwoners (2001).